# Ponte romana sobre a ribeira de Monforte
A  Ponte romana sobre a Ribeira de Monforte, também referida como Ponte Romana de Monforte ou Ponte sobre a Ribeira de Monforte, no Alto Alentejo, localiza-se na freguesia e no município de Monforte, no distrito de Portalegre, em Portugal.

## História
Constitui uma ponte antiga sobre a ribeira de Monforte. Apesar da designação, não está confirmado que se trate efetivamente de uma ponte romana.
Encontra-se classificada como Imóvel de Interesse Público desde 1990, pelo Decreto n.º 29/90 de 17 de julho.

## Características
É composta por sete arcos, curiosamente com altura e abertura desigual, diminuindo do centro para as extremidades, que suportam o tabuleiro de perfil em cavalete que é protegido por guardas.